# Brimstone Hill
Brimstone Hill je pomorska utvrda na obali otoka Sveti Kristofor u otočnoj federaciji Sveti Kristofor i Nevis koja je dio obrambenog sustava veličanstvenih vojnih građevina iz 17. i 18. stoljeća koje su izgradili Britanci (uz pomoć roblja iz Afrike) kako bi zaštitili svoje karipske posjede. God. 1999., utvrda Brimstone Hill je upisana na UNESCO-ov popis mjesta svjetske baštine u Sjevernoj Americi kao „svjedočanstvo europskog kolonijalnog širenja, rada afričkih robova i nastanka novih društava na Karibima”. 

## Povijest
Strmo i neprohodno brdo Brimstone Hill je dobilo vojnu ulogu kada su Britanci na njemu utvrdili jedan top 1690. godine, nakon što su Francuzi ranije te godine uspjeli osvojiti stariju britansku utvrdu Fort Charles na otoku Svati Kristofor (en. Saint Kitts). Izgradnja utvrde na brdu je nastavljena sljedećih stotinu godina, a po završetku je dobila nadimak „Gibraltar Zapadne Indije”, zahvaljujući svojoj veličini i dojmu neosvojivosti. God. 1782. francuski admiral François Joseph Paul de Grasse je osvojio utvrdu Fort Charles na susjednom otoku Nevis i topove s ove utvrde je poslao da opsjedaju Utvrdu Brimstone Hill. Britanski admiral Hood je svojom malobrojnom vojskom uspio odolijevati punih mjesec dana prije nego što se morao predati Francuzima. No, samo godinu dana kasnije Pariškim ugovorom (1783.) oba otoka su vraćena pod britansku upravu. Nakon toga, Britanci su proveli opsežnu obnovu i pojačanje utvrda, te Brimstone Hill više nikada nije pao u tuđe ruke.
Utvrda je naposljetku napuštena polovicom 19. stoljeća i građevine su polako propadale, što prirodno što djelovanjem vandala. Njihova zaštita je otpočela u 20. stoljeću, a 1973. je započela njihova potpuna obnova. God. 1985., britanska kraljica Elizabeta II. je otvorila utvrdu kao Nacionalni park utvrde Brimstone Hill, što je ozakonjeno 1987. godine. 
Obnovljene građevine su: citadela, zapadna oružarnica, istočna oružarnica, Muzej utvrde Fort George, te strmo uzlazno stubište s nizom platformi. Dok su neobnovljene: bastion skladišta, te ruševine baraka, prostorija kraljevskih inženjera, prostorija časnika pješadije i bastion Orillon.

## Poveznice
- St. George (Bermudi), Velika Britanija
- San Lorenzo (Panama)
- San Pedro de la Roca, Santiago de Cuba
- Kolonijalne utvrde i dvorci u Gani

## Vanjske poveznice
- Galerija fotografija